# Gáz

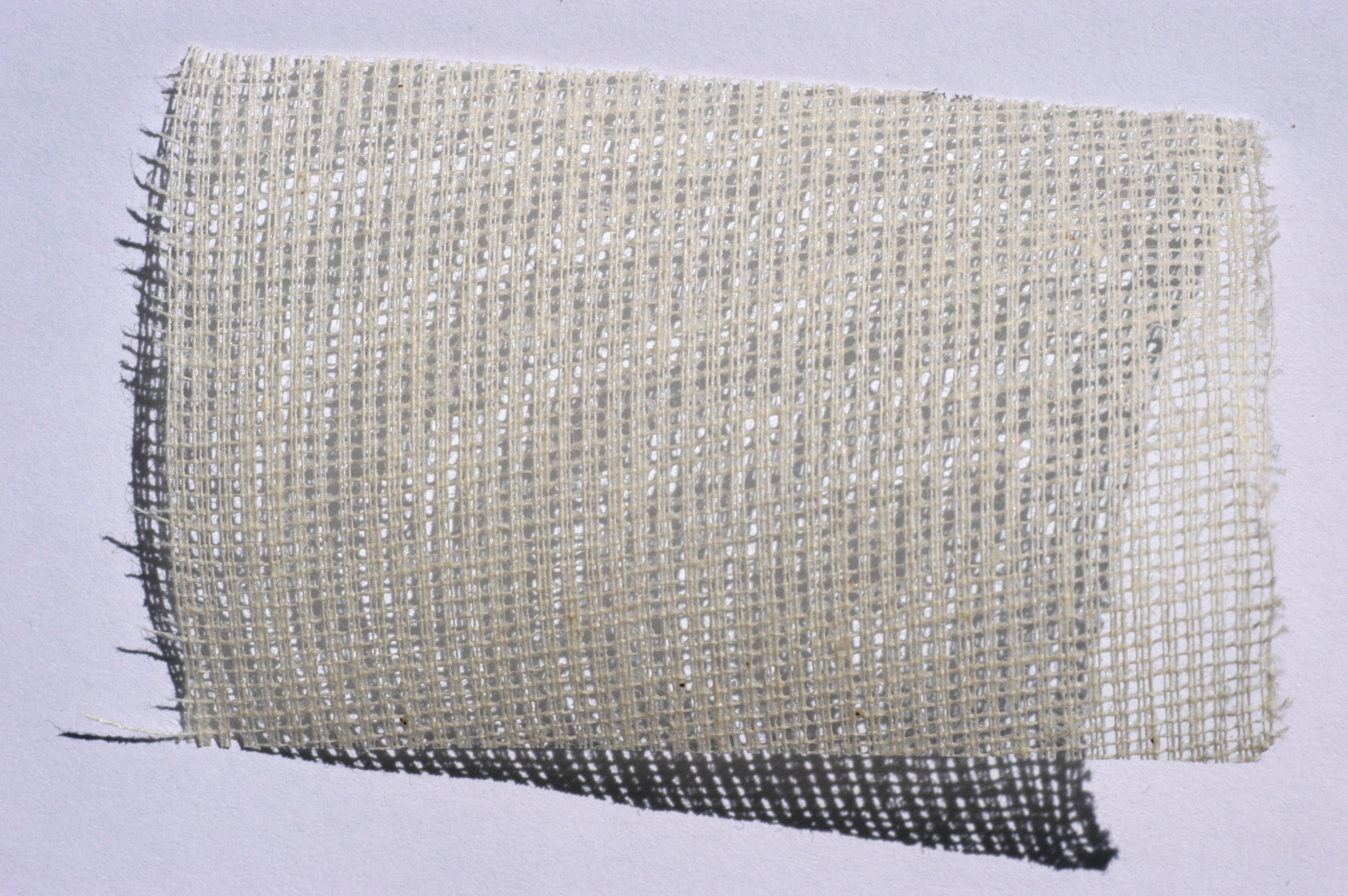
Gáz v perlinkové vazbě

Gáz nebo gáza (angl.: gauze, něm.: Gaze) je lehká průsvitná bavlněná tkanina v plátnové nebo perlinkové vazbě.

## Původ slova
Do západních jazyků se slovo gáz dostalo z francouzského gaze, jeho další původ je nejasný. Nejčastěji bývá spojováno s palestinským místním jménem Gaza nebo s arabským قَزّ qazz „hedvábí“ (což pochází z perského کژ  käz). 

## Varianty pojmu gáz

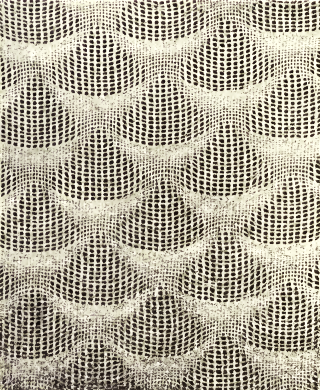
Kombinace gázu a plátnové vazby (z roku 1913)

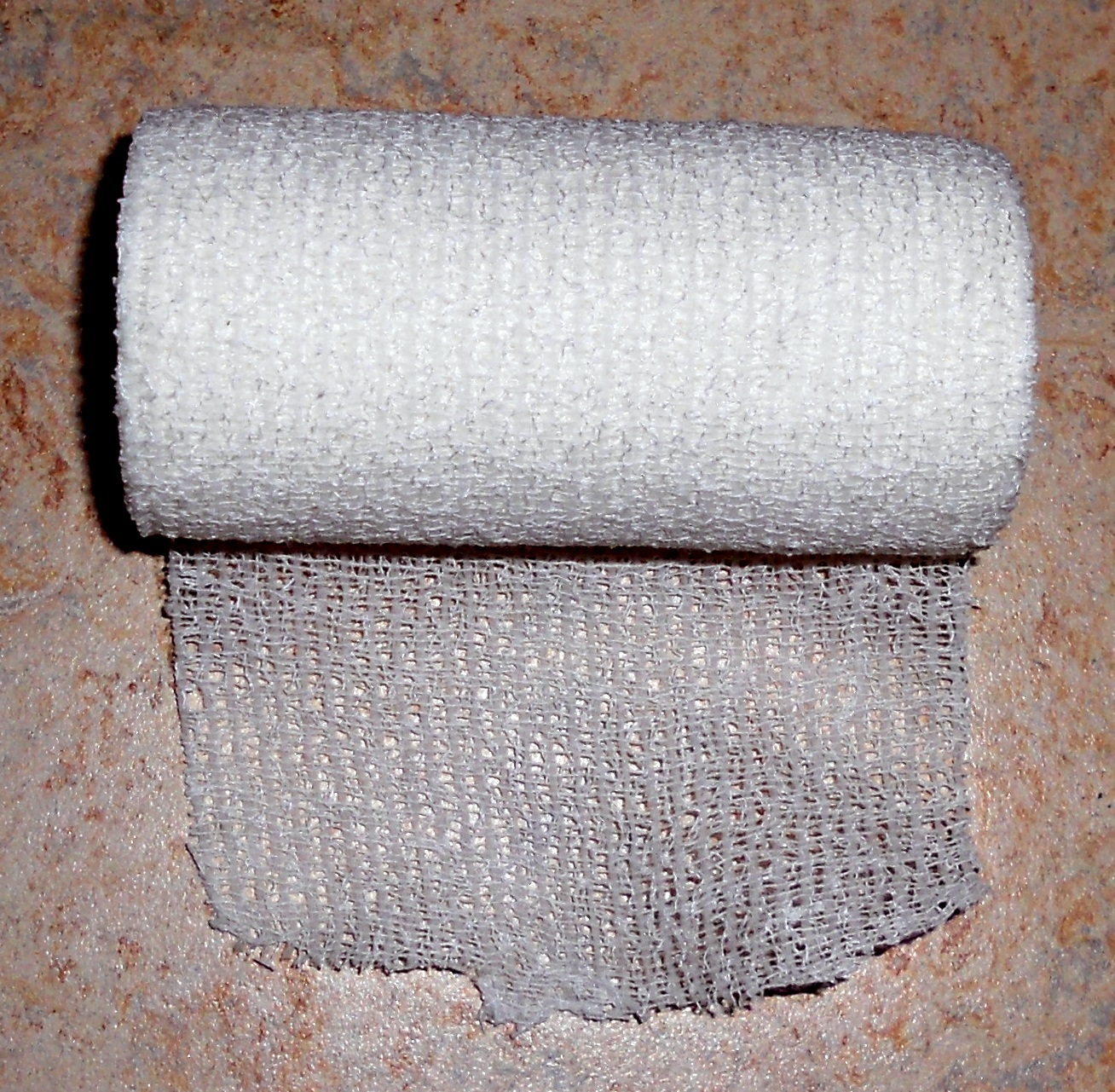
Samolepicí elastická gáza

Vedle všeobecně známé definice se používají také
- jemné skané příze ve tkaninách na večerní šaty a mlynářská plátna (viz Talavášek)
- směsi z viskózy, bavlny a polyamidu, polyesterové monofily, ocelové dráty aj. (pro technické tkaniny)
- gázová vazba je druh perlinkové vazby, která se tvoří ze dvou stojitých a jedné obtáčecí niti. Vazba měla určité výhody při tkaní vzorovaných perlinkových tkanin na listových strojích (viz Hennig).

- pojem gázová tkanina (gazé broché, grenadine[4])

- označení gáza je definováno jako bělená bavlněná tkanina na obvazy (Talavášek)
- rozdíl mezi mulem[5] a gázem není jednoznačně definován a v jiných jazycích (např. v němčině) se mul zařazuje pod souhrnný pojem gáz.

## Použití gázy
- medicínská technika: obvazy, obinadla (gáza) tuhá a elastická[6], sádrové dlahy
- vázání knih[7]
- podkladová tkanina pro výšivky (canova[8])
- technické tkaniny: plachty (stínidla)[9], sítě[10], filtry